# Gârda de Sus
Gârda de Sus (ancienne orthographe: Gîrda de Sus) (en hongrois : Felsőgirda, en allemand : Obergierd) est une commune du județ d'Alba, Roumanie qui compte 1 714 habitants.
La commune est composée de 17 villages : Biharia, Dealu Frumos, Dealu Ordâncușii, Dobrești, Gârda de Sus, Gârda Seacă, Ghețari, Hănășești, Huzărești, Izvoarele, Munună, Ocoale, Plai, Pliști, Scoarța, Snide et Sucești.

## Démographie
D'après le recensement de 2011, la commune compte 1 714 habitants, en forte baisse par rapport au recensement de 2002 où elle en comptait 1 865.
Lors de ce recensement de 2011, 97.72 % de la population se déclarent roumains (2.28 % ne déclarent pas d'appartenance ethnique).

## Politique
| Parti | Parti                                                 | Sièges |
| ----- | ----------------------------------------------------- | ------ |
|       | Parti national libéral (PNL)                          | 4      |
|       | Parti de la Grande Roumanie (PRM)                     | 2      |
|       | Parti social-démocrate (PSD)                          | 2      |
|       | Alliance des libéraux et démocrates (ALDE)            | 2      |
|       | Union nationale pour le progrès de la Roumanie (UNPR) | 1      |

## Galerie
|                   |
| Église orthodoxe. |

|                                                           |
| Église en bois Sfinții Apostoli Petru și Pavel à Biharia. |

|                                 |
| Intérieur de l'église à Biharia |

|                                |
| Église en bois à Gârda de Sus. |

|                        |
| Paysage à Gârda de Sus |